# Cerro al Volturno
Cerro al Volturno község  (comune) Olaszország Molise régiójában, Isernia megyében.

## Fekvése
A megye nyugati részén fekszik, a Rio forrásvidékén. Határai: Acquaviva d’Isernia, Castel San Vincenzo, Colli a Volturno, Forlì del Sannio, Fornelli, Montenero Val Cocchiara és Rocchetta a Volturno.

## Története
A település első írásos említése 1064-ből származik, amikor a San Vincenzo al Volturno apátság birtoka volt. A 19. században nyerte el önállóságát, amikor a Nápolyi Királyságban felszámolták a feudalizmust.

## Népessége
A népesség számának alakulása:

## Főbb látnivalói
- Castello Pandone - középkori várkastély
- Santa Maria Assunta-templom
- SS. Apostoli Pietro e Paolo-templom